# Évangéliaire Barberini
L’évangéliaire Barberini, aussi connu sous le nom d’évangéliaire de Wigbald, est un manuscrit médiéval enluminé hiberno-saxon, daté du VIIIe siècle, conservé à la bibliothèque apostolique vaticane (Barberini Lat. 570), à Rome. 

## Historique
Son origine géographique précise est inconnue et son colophon (f.153), enjoignant à prier pour un certain « Wigbaldo », n’a pas aidé à le situer dans un contexte historique détaillé. Il a été proposé de l'identifier à Higbald, un évêque de Lindisfarne (780-803), mais cette proposition n'est plus retenue par les historiens. L'écriture est l'œuvre de quatre copistes, deux d'entre eux semblent originaires de Northumbrie, un de Mercie. Les décorations se rapprochent d'ouvrages originaires du sud de l'Angleterre tels que le livre de Cerne, ainsi que d'ouvrages de la ville d'York. Les comparaisons stylistiques permettent généralement de le dater de la fin du VIIIe siècle.
L'ouvrage entre probablement dans les collections du cardinal florentin Francesco Barberini (1597-1679). Sa bibliothèque est intégrée à la Bibliothèque apostolique vaticane après son achat par Léon XIII en 1902.

## Description
Le manuscrit contient le texte des évangiles conformes à la Vulgate précédés des traditionnels préfaces. Il contient les enluminures des tables canonniques représentées sur 12 pages, quoique restées incomplètes. les symboles représentés sous les arcades rappellent ceux présents dans le Livre de Kells ou le Codex Eyckensis. Suivent quatre portraits des évangélistes au début de chaque évangile : saint Matthieu (f.11v), saint Marc (f.50v), saint Luc (f.79v) et saint Jean (f.124v). Le début du texte de chaque évangile commence par une grande lettrine ornée d'animaux, d'entrelacs, de trompettes et de spirales et généralement faite de couleurs vives (bleu, violet, orange) : un « L » au début de Matthieu (f.12), suivi d'un « Xpi » (f.18), « Ini » au début de Marc (f.51) puis le « Q » au début de Luc (f.80) et enfin le « In » de Jean (f.125). D'autres lettrines ponctuent le texte à plusieurs reprises. Plusieurs détails des portraits d'évangélistes rappellent encore une fois le Codex Eyckensis : les cadres identiques à celui de Matthieu dans le manuscrit romain par exemple. Par contre, d'autres détails de ces mêmes évangélistes, représentés barbus, intégrés dans un décor, rappellent les portraits d'évangélistes byzantins, mais peut-être par l'intermédiaire de modèles continentaux.